# Gare d'Andilly - Saint-Ouen
La gare d'Andilly - Saint-Ouen est une gare ferroviaire française, fermée, de la ligne Nantes-Orléans à Saintes. Elle est située sur le territoire de la commune d'Andilly, à proximité de Saint-Ouen-d'Aunis, dans le département de la Charente-Maritime, en région Nouvelle-Aquitaine.
Mise en service en 1872 par la Compagnie des chemins de fer des Charentes elle est fermée au service ferroviaire en 1980.

## Situation ferroviaire
Établie à 4 mètres d'altitude, la gare fermée d'Andilly - Saint-Ouen est située au point kilométrique (PK) 163,535 de la ligne de Nantes-Orléans à Saintes, entre les gares ouvertes : de Luçon (s'intercale les gares fermées de Sainte-Gemme - Pétré, Nalliers, Langon - Mouzeuil, Velluire, Vix et L'Île-d'Elle) et de La Rochelle-Ville (s'intercalent les gares fermées de Mouillepied, de Dompierre-sur-Mer, et de Rompsay).

## Histoire
La « gare d'Andilly - Saint-Ouen » est mise en service, ouverte aux services de la grande et de la petite vitesse, le 17 juin 1872 par la Compagnie des chemins de fer des Charentes, un peu plus d'un an après l'ouverture à l'exploitation, de sa ligne de La Roche-sur-Yon à La Rochelle, le 14 mars 1871. La gare, qui dessert les communes d'Andilly et de Saint-Ouen-d'Aunis, dispose d'un bâtiment de voyageurs du modèle standard de la Compagnie.
En 1892, une laiterie s'installe à proximité de la gare, elle apporte des dessertes de fret.
La laiterie ferme en 1970 et la situation géographique de la gare, isolée dans le marais à l'écart du bourg centre de la commune, est l'une des causes de sa fermeture en 1980.

## Services des voyageurs
La gare est fermée depuis 1980.

## Patrimoine ferroviaire
Le bâtiment voyageurs d'origine est détruit en 1987